# Азово-Черноморский край
Азово-Черноморский край (сокр. Азчеркрай) — административная единица СССР, существовавшая с 10 января 1934 по 13 сентября 1937.
Административный центр края — город Ростов-на-Дону. Первый председатель исполкома Азово-Черноморского края — В. Ф. Ларин.

## История
10 января 1934 года Северо-Кавказский край был разделён на две части: западную — Азово-Черноморский край и восточную — собственно Северо-Кавказский край, центром которого стал Пятигорск.
Азово-Черноморский край включал в себя Адыгейскую АО, Северную область и территории нынешних Краснодарского края и Ростовской области.
Северная область прекратила своё существование 5 июля 1934 года.
13 сентября 1937 года постановлением ЦИК СССР Азово-Черноморский край был разделён на Краснодарский край с центром в г. Краснодаре и Ростовскую область с центром в г. Ростове-на-Дону. 15 января 1938 года Верховный Совет СССР утвердил создание данных регионов. Через полгода Верховный Совет РСФСР подтвердил упразднение края.